# ロバート・クライヴ (外交官)
サー・ロバート・ヘンリー・クライヴ（Sir Robert Henry Clive、GCMG、枢密顧問官、1877年12月23日 - 1948年5月13日）は英国の外交官。1934年から1937年まで駐日英国大使を務めた。

## 出生と教育
1877年12月23日生まれ。父はチャールズ・メイセイ・ボルトン・クライヴ、ホイッグ党で下院議員を務めたエドワード・クライヴ（Edward Clive）は曽祖父にあたる。母はキャサリン・エリザベス・メリー・ジュリアで、7代デンビ伯ウィリアム・フェイルディング（William Feilding）の娘であった。ヘイリーベリー・カレッジ（Haileybury College）とオックスフォード大学モードレン学寮（Magdalen College）に学んだ。

## 経歴
クライヴは1902年に外務省に入省。1905年から1909年まで東京の駐日英国大使館の三等書記官として勤務した。から1923年から1924年までバイエルン州の総領事、1924年から1926年までモロッコの総領事を務めた。1926年から1931年までは駐ペルシャ公使、1933年から1934年まで駐バチカン大使を務めた。
1935年7月に駐日英国大使として東京に着任した。当時、日本は中国に対する欧米の不干渉を要求しており、また英国植民地への日本製品の輸入規制が行われるなど、日英関係は緊迫していた。英国政府内には、日本との関係においては、中国と米国を怒らせない様に慎重であるべきとする外務省と、ナチス・ドイツの脅威に対抗するため対日融和策を模索するネヴィル・チェンバレン財務大臣を中心としたグループがあり、クライヴはこのような複雑な環境で大使としての職務を果たさなければならなかった
クライブは英国が日本の言うなりにあっさり妥協するのではなく、また米国と組んで反日陣営を構築するものでもない、中間の進路を取るように最大限の努力をした。しかし、日英融和にいくらかの希望を抱いていたとしても、融和のために妥協をすることはなかった。1935年、陸軍は日英関係改善のため親日派のフランシス・ピゴット少将を、駐在武官として東京に派遣した。ピゴットは日本軍部は対英融和を歓迎していると確信していた
しかし、クライヴはもう一人の知日派であるジョージ・サンソム参事官の意見を重視し、「たとえ軍部が融和的に見えても、それは日本との実現可能な合意が可能であることを意味しない。なぜなら、日本が受け入れ可能な条件は必ず中国と英国を怒らせる」と論じた。
クライブの駐日英国大使としての任期は1937年5月で終了した。離日直前の同年3月に佐藤尚武が林銑十郎内閣の外務大臣に就任していたが、クライヴは佐藤を高く評価しており、日英和解に期待を持った。しかし、6月4日に内閣が倒れ、7月には盧溝橋事件が発生し、クライブの希望は絶たれた。
帰国後駐ベルギー大使に転任した。
1934年には枢密顧問官に列せられ、1937年には一等聖マイケル・聖ジョージ勲章（CGMG）を受章した。1939年に外交官を引退している。
1948年5月13日に死亡。